# Georg-August-Universität Göttingen
De Georg-August-Universität in Göttingen is met ruim 25.377 studenten (2012) de oudste nog bestaande en grootste universiteit in de Duitse deelstaat Nedersaksen.
Hiermee verbonden is de Niedersächsische Staats- und Universitätsbibliothek Göttingen (SUB Göttingen), met ook het Göttinger Digitalisierungszentrum.

## Geschiedenis
De universiteit werd in 1737 gesticht door George II August, keurvorst van Hannover en koning van Groot-Brittannië. De instelling ontwikkelde zich in korte tijd tot een van de grotere in Europa en telde vanaf het begin al belangrijke geleerden tot zijn medewerkers.
In 1837 deed zich aan de Göttinger universiteit het incident voor van de Zeven van Göttingen. Nadat de koning van Hannover bij Koninklijk Besluit de vrijheid van meningsuiting ernstig had beperkt, publiceerden zeven hoogleraren, waaronder de beroemde gebroeders Grimm, een scherp protest. De koning liet ze daarop alle zeven ontslaan. Drie van hen werden zelfs verbannen. De zeven hoogleraren werden al spoedig over geheel Duitsland als helden en martelaars beschouwd. De koning werd enkele jaren later gedwongen om zijn autoritaire grondwetswijziging terug te nemen.
Rond 1900 was de universiteit hét centrum van de theoretische natuurkunde en wiskunde in Europa. Tal van beroemde geleerden waren eraan verbonden, gaven er gastcolleges of studeerden er: Leó Szilárd, Edward Teller, Robert Oppenheimer, Albert Einstein, Carl Friedrich Gauss, Niels Bohr, David Hilbert, Wilhelm Hillebrand, Bernhard Riemann, Max Planck en vele anderen. Toen de nazi's in 1933 aan joden verboden om les te geven of te studeren vertrokken velen van hen naar het buitenland. Deze braindrain is de universiteit nooit meer te boven gekomen en tegenwoordig heeft de stad nog steeds dezelfde universiteit, maar haar vooroorlogse status van wereldwijd leidinggevend instituut in natuur- en wiskunde heeft ze tot op heden niet meer bereikt.

## Bekende medewerkers en studenten
- Ina Adema
- Niels Bohr
- Wilhelm Dittenberger
- Albert Einstein
- Johann Christian Polycarp Erxleben
- Carl Friedrich Gauss
- Robbert Gradstein
- Alfréd Haar
- Albrecht von Haller
- Heinrich Eduard Heine
- David Hilbert
- Wilhelm Hillebrand
- Victor Aimé Huber
- Edmund Husserl
- Felix Klein
- Robert Koch
- Tobias Mayer
- Walther Nernst
- Robert Oppenheimer
- Christiaan Hendrik Persoon
- Max Planck
- György Pólya
- Bernhard Riemann
- George van Schaumburg-Lippe
- Leó Szilárd
- Edward Teller
- Hakaru Hashimoto
- Fritz-Dietlof von der Schulenburg
- Adam von Trott zu Solz

Aarhus ·
Åbo ·
Barcelona ·
Bergen ·
Boedapest ·
Bologna ·
Bristol ·
Cambridge ·
Coimbra ·
Dublin ·
Edinburgh ·
Galway ·
Genève ·
Göttingen ·
Graz ·
Granada ·
Groningen ·
Heidelberg ·
Iași ·
Jena ·
Krakau ·
Leiden ·
Leuven ·
Louvain-la-Neuve ·
Lyon ·
Montpellier ·
Oxford ·
Padua ·
Pavia ·
Poitiers ·
Praag ·
Salamanca ·
Siena ·
Tartu ·
Thessaloniki ·
Turku ·
Uppsala ·
Würzburg
Aken · Augsburg · Bamberg: Otto-Friedrich · Bayreuth · Berlijn (Vrije Universiteit · Humboldt · Technische Universiteit · Kunsten) · Bielefeld · Bochum · Bonn · Braunschweig · Bremen (Universiteit Bremen · Jacobs University) · Chemnitz · Clausthal · Cottbus-Brandenburg · Darmstadt · Dortmund · Dresden · Duisburg-Essen · Düsseldorf: Heinrich Heine · Eichstätt-Ingolstadt · Erfurt · Erlangen-Neurenberg: Friedrich-Alexander · Frankfurt am Main · Frankfurt an der Oder: Europa · Freiberg · Freiburg · Gießen · Göttingen: Georg August · Greifswald: Ernst Moritz Arndt · Hagen · Halle-Wittenberg: Martin Luther · Heidelberg: Ruprecht Karls · Hamburg (Hamburg · HafenCity · Hamburg-Harburg · Helmut Schmidt) · Hannover (Hannover · Medische Hogeschool) · Hildesheim · Hohenheim · Ilmenau · Jena: Friedrich Schiller · Kaiserslautern · Karlsruhe · Kassel · Keulen · Duitse Sporthogeschool Keulen · Kiel: Christian Albrechts · Koblenz-Landau · Konstanz · Leipzig · Lübeck · Lüneburg: Leuphana · Magdeburg: Otto von Guericke · Mainz: Johannes Gutenberg · Mannheim · Marburg: Philipps · München (Ludwig Maximilians · Technische Universiteit · Oekraïense Vrije Universiteit · Universiteit van het Bondsleger) · Münster · Oldenburg: Carl von Ossietzky · Osnabrück · Paderborn · Passau · Potsdam · Regensburg · Reutlingen · Rostock · Saarbrücken · Siegen · Stuttgart · Trier · Tübingen: Eberhard-Karls · Ulm · Vechta · Weimar: Bauhaus · Witten: Herdecke · Wuppertal · Würzburg: Julius Maximilians
- Bibsys: 90210801
- Biblioteca Nacional de España: XX254261
- Bibliothèque nationale de France: cb11880172g (data)
- CiNii: DA02707691
- Gemeinsame Normdatei: 2024315-7
- International Standard Name Identifier: 0000 0001 2364 4210
- Library of Congress Control Number: n80126141
- Nationale Bibliotheek van Letland: 000142431
- MusicBrainz: 6dcec474-0d35-4660-9343-4afd831d91aa
- Bibliotheek van het Japanse parlement: 001228527
- Nationale Bibliotheek van Tsjechië: ko2003182746
- Nationale bibliotheek van Australië: 35724219
- Nationale Bibliotheek van Israël: 987007269472505171
- Réseau des bibliothèques de Suisse occidentale: 02-A000189416
- Système universitaire de documentation: 026581698
- Virtual International Authority File: 154205442